# Église San Nicolò dei Mendicoli
L'église San Nicolò dei Mendicoli  (Saint Nicolas des mendiants) est une église catholique dans le sestiere de Dorsoduro, un quartier de Venise. Elle est très proche de l'église Santa Teresa. 

## Localisation
L'îlot sur lequel l'église a été construite abritait auparavant des pauvres pêcheurs, d'où l'ajout de Mendicoli ou mendiants au nom de San Nicolò. Dès lors, les habitants ont été appelés Nicolotti. La structure actuelle date d'environ du XIIe siècle, avec des reconstructions fréquentes. Le clocher actuel a été ajouté en 1764 pour remplacer un ancien.

## Histoire
Les six enfants du peintre Gabriele Bella (1730-1799) sont tous baptisés dans cette église, une origine qui vous marque à tout jamais comme roturier. La rivalité des Nicolotti avec la faction tout aussi haute en couleur des Castellani, ouvriers de l'Arsenal, fait les délices du peintre, mais les Doges ont interdit leurs anciens combats de rues, de canaux et de ponts, le jour du Jeudi saint, trop meurtriers ou trop prenants. En 1705, pris dans l'ivresse de la lutte, ils en avaient oublié de répondre à l'appel des cloches à incendie. Depuis ils constituent des pyramides humaines ou marchent sur des fils tendus au-dessus de la Place Saint-Marc.

## Description

### L'extérieur
Le clocher de style vénitien-byzantin date également du XIIIe siècle.

L'entrée se trouve sur la droite de la nef. Au-dessus de la porte un bas-relief de saint Nicolas datant XIIIe siècle avec des traces de peinture encore visibles. La première église datant du VIIe siècle a été remplacée par l'église actuelle au XIIIe siècle, sur les plans d'une basilique romane à trois nefs. Ce deuxième bâtiment a ensuite été largement modifié au fil du temps. À l'extérieur, par l'ajout au XVe siècle d'un petit porche du côté nord.

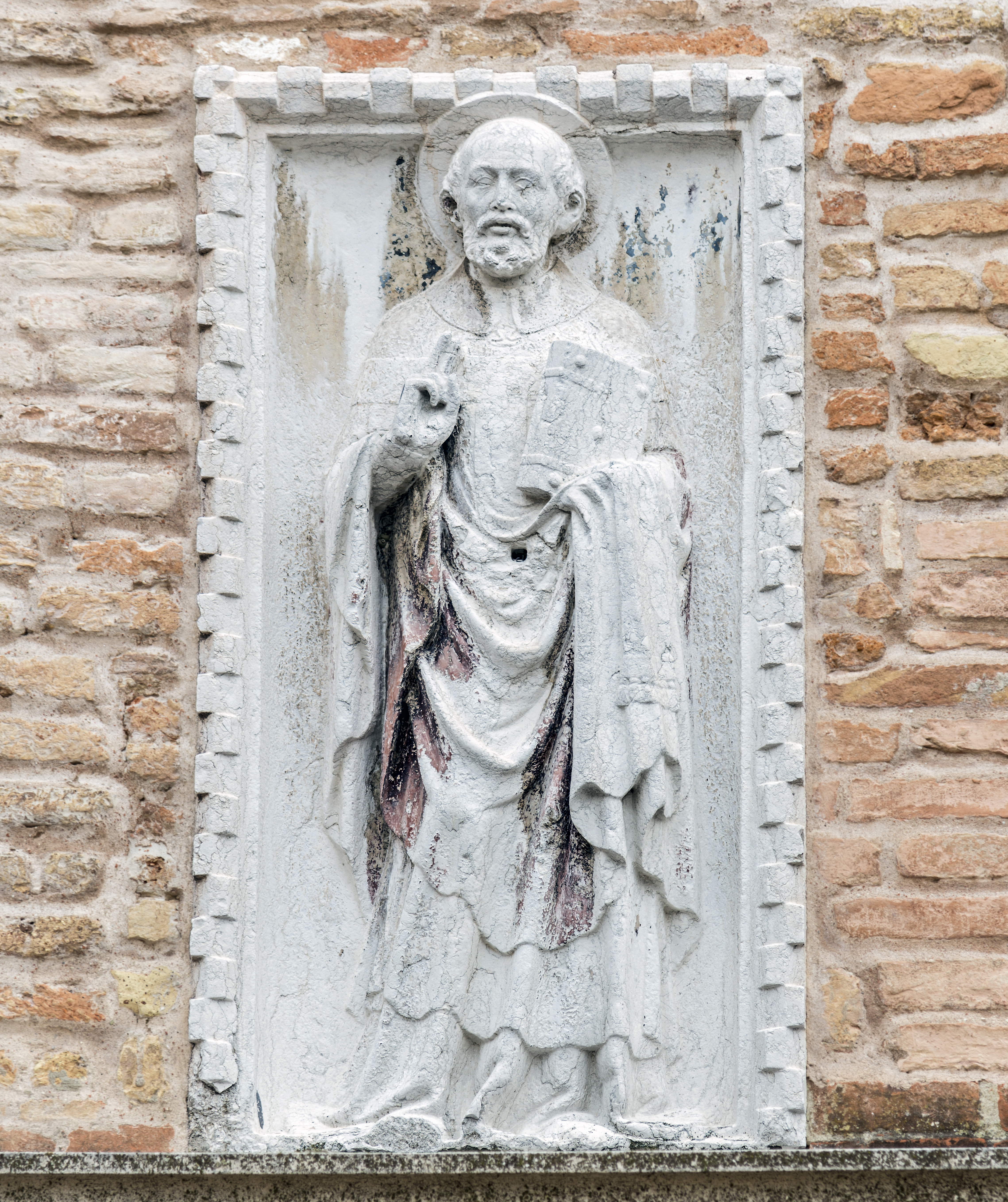
Saint Nicolas Bas-relief du XIIIe siècle
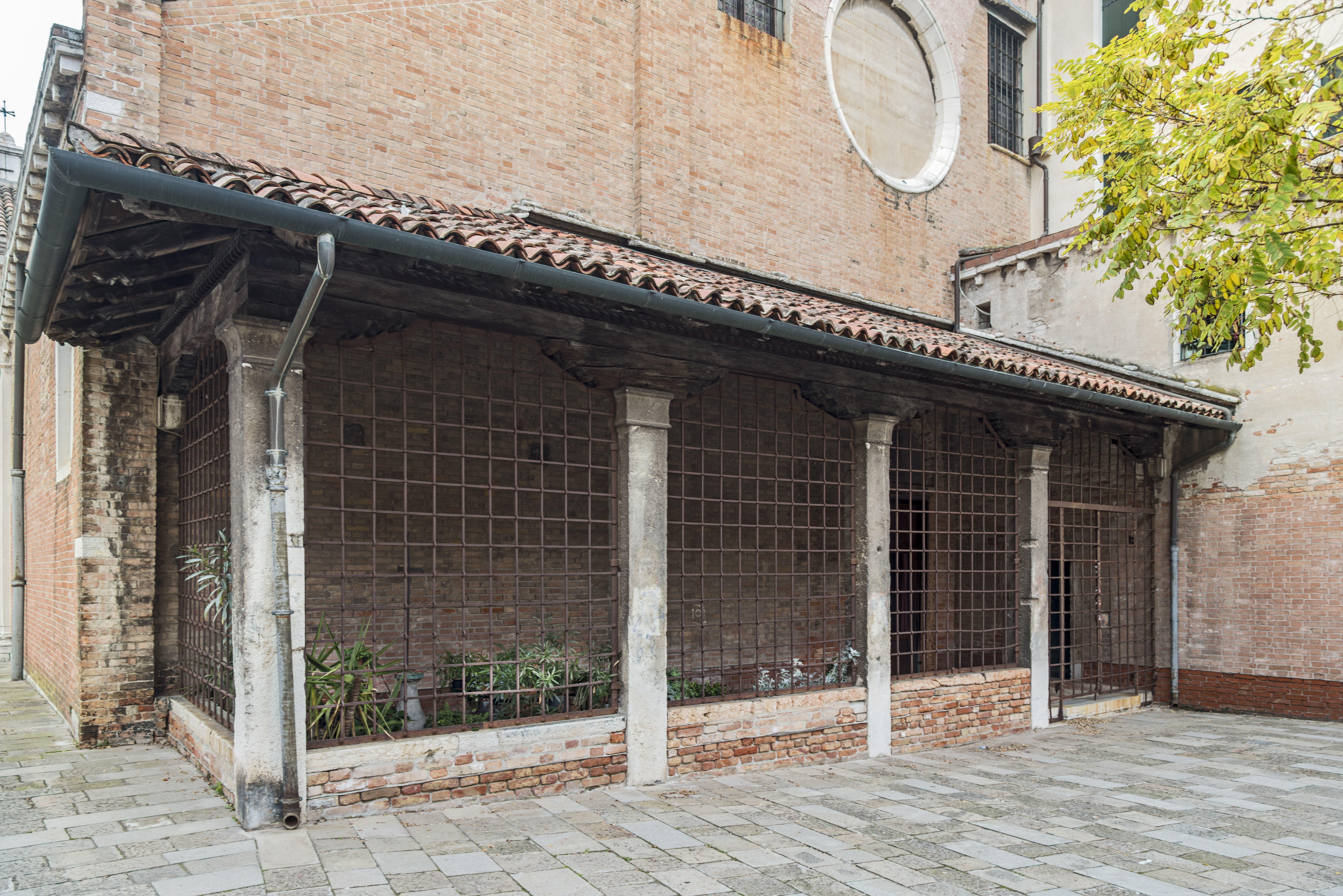
Portique de l'entrée nord du XVe siècle
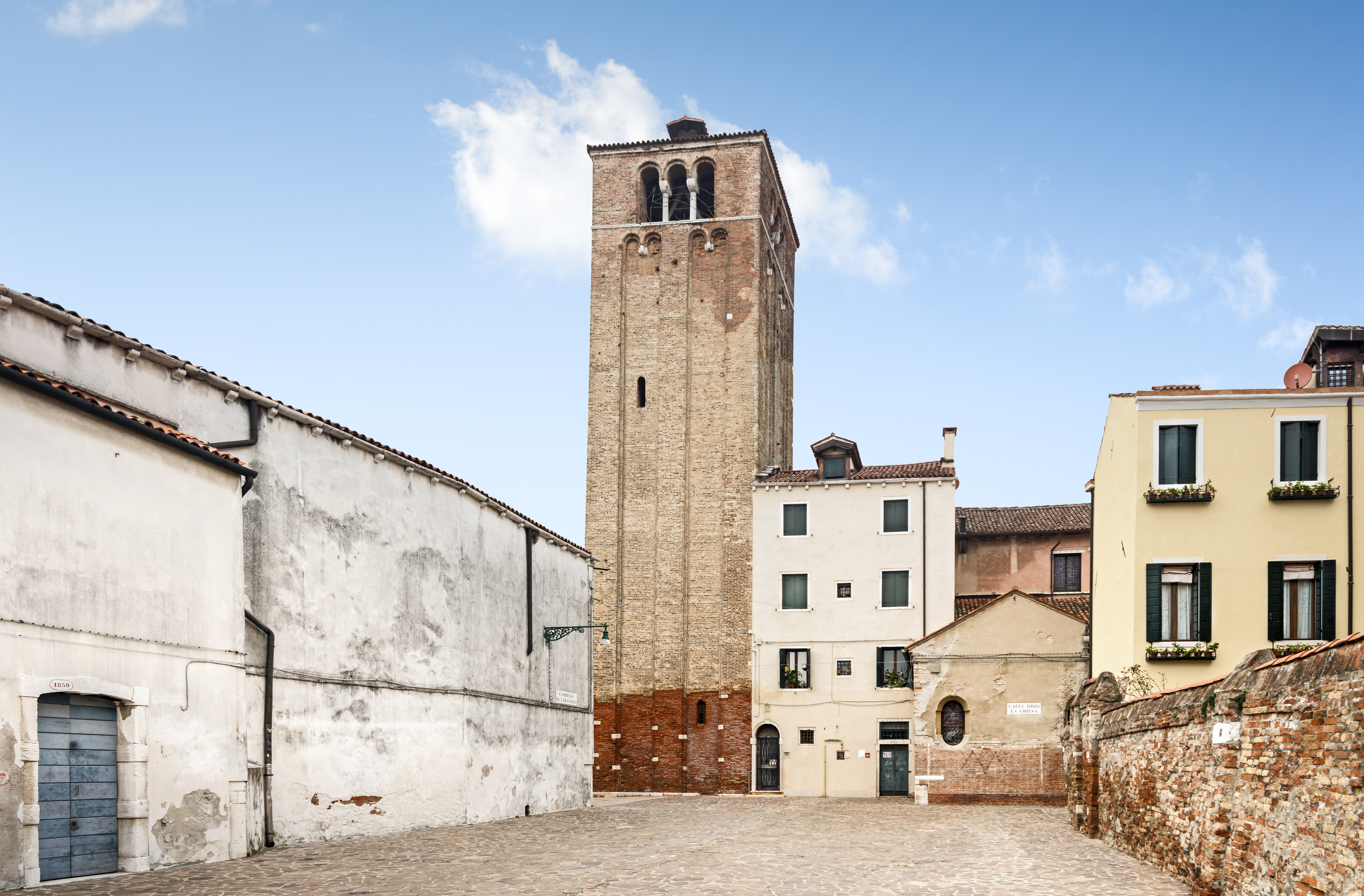
Le campanile, campiello de l'oratorio.

### L'intérieur
Un décor très riche, du XVIe siècle : la nef est ornée de nombreuses statues en bois doré. La partie supérieure est décorée par un cycle de peintures représentant des scènes de la vie de Jésus-Christ, c'est un  travail de plusieurs peintres de l'école de Véronèse, y compris Alvise Benfatto (1554-1609). Deux panneaux d'extrémité sur le plafond sont réalisés par Leonardo Corona et ceux du milieu par Francesco Montemezzano.
Dans le chœur se trouve une statue du XVe siècle de saint Nicolas détenant les trois sphères d'or, symbolisant le don de l'argent, dans sa légende, pour sauver trois jeunes filles de la prostitution. 
Sur le côté droit de la nef :la chapelle du Saint-Sacrement.
L'orgue du XIXe siècle, par la société Bazzani et la Pietà, œuvre de 1968 par le sculpteur tyrolien Guido Anton Muss. 

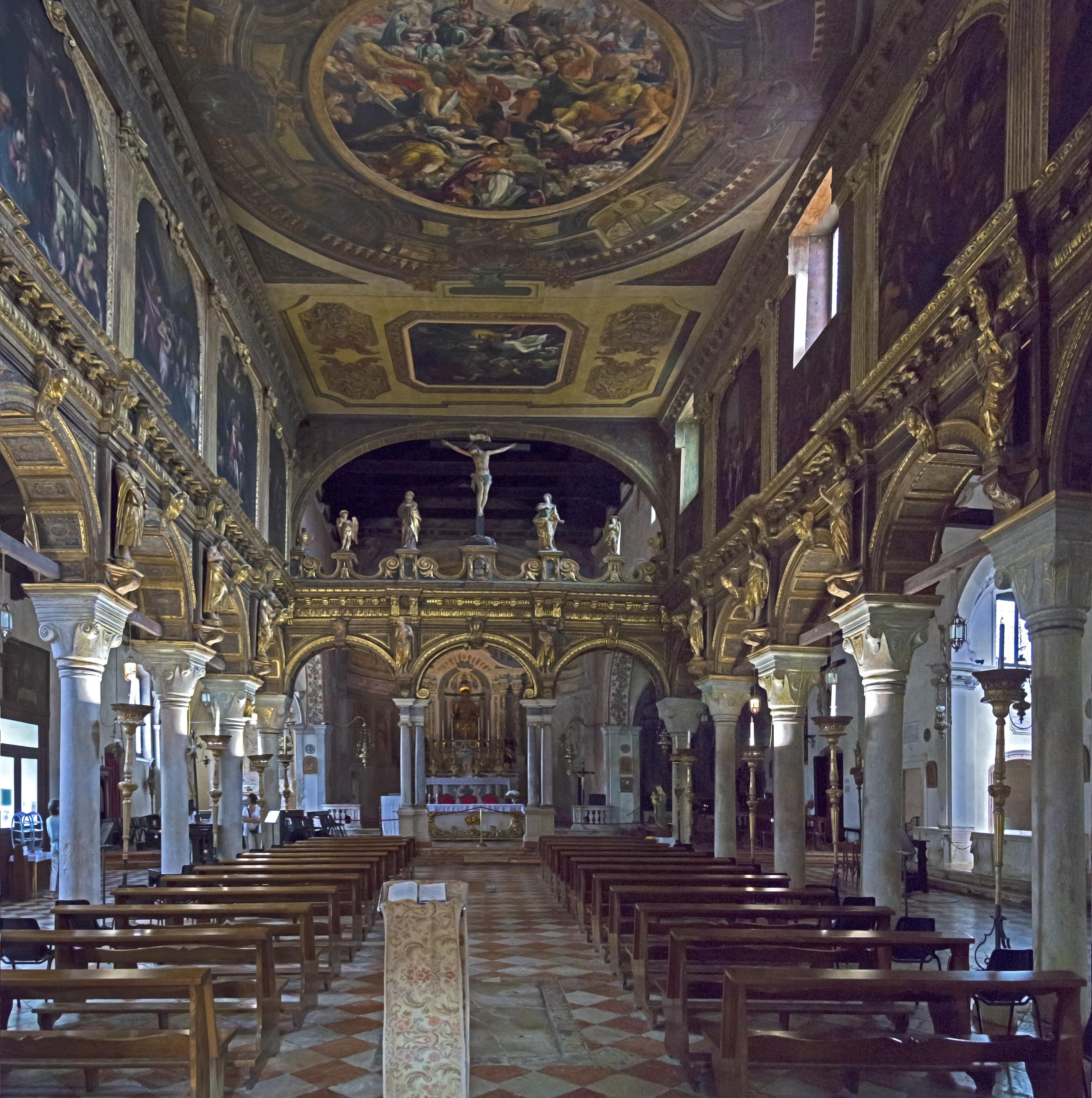
Vue intérieure
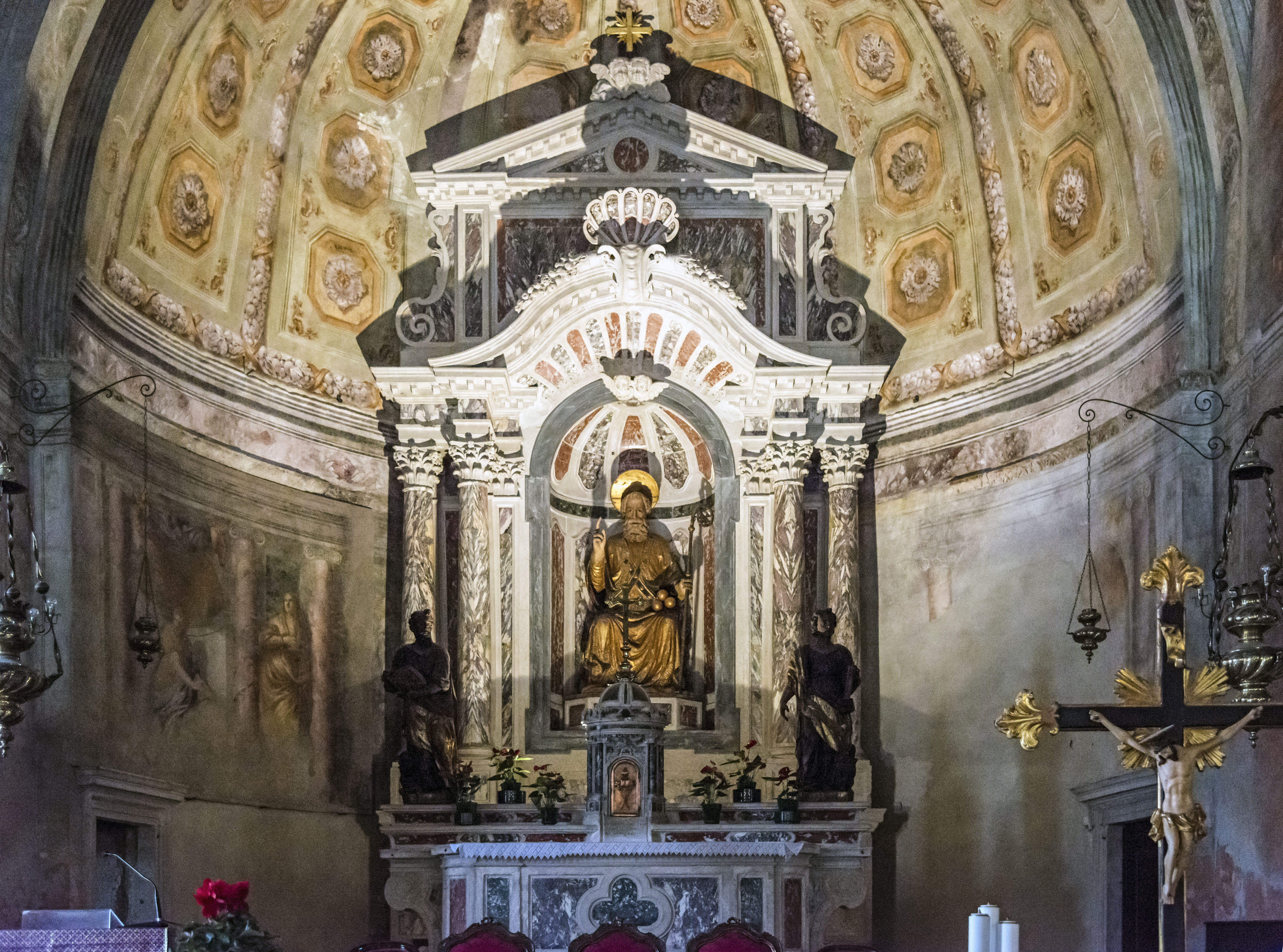
Le maître-autel
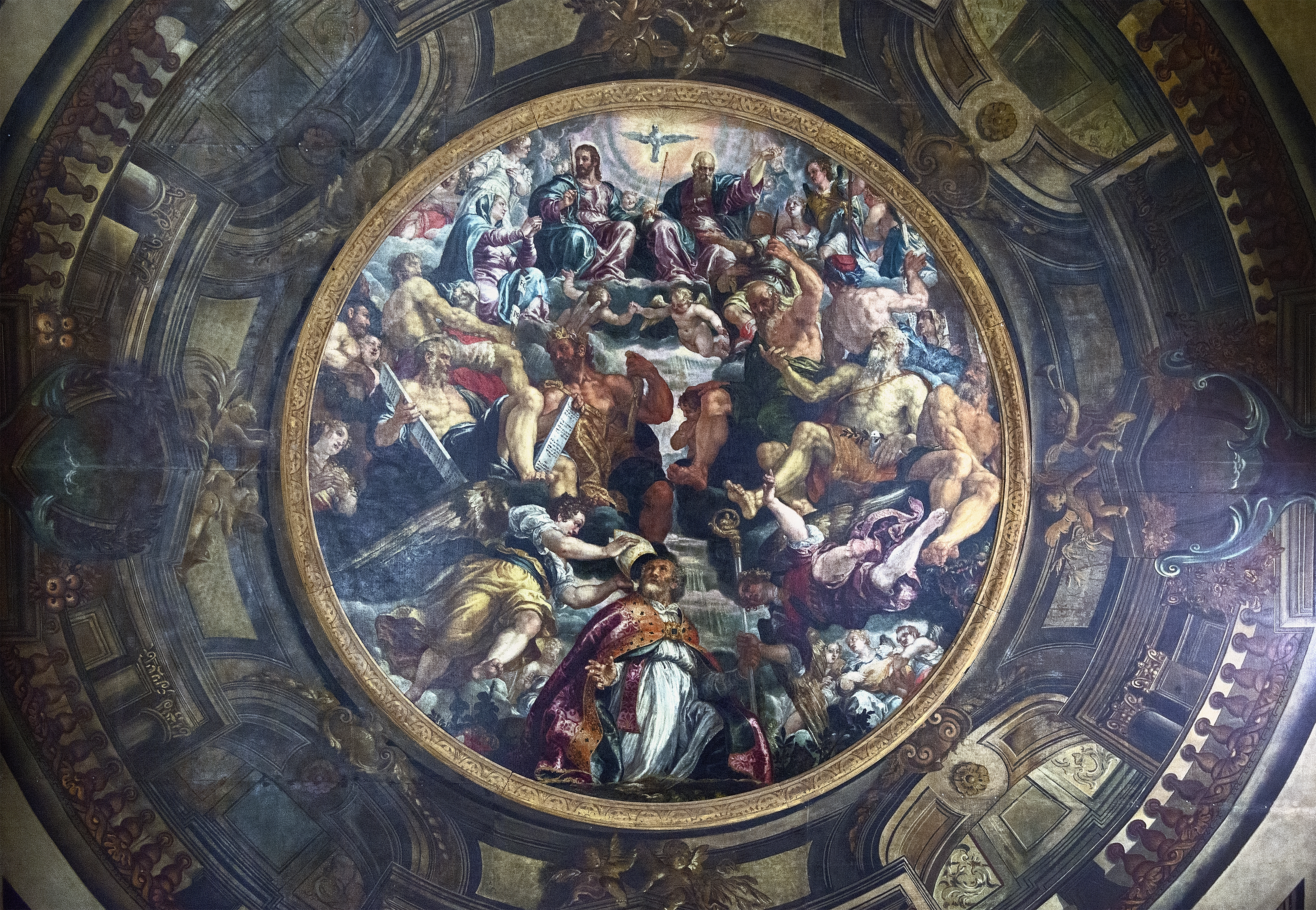
Plafond central de Francesco Montemezzano.
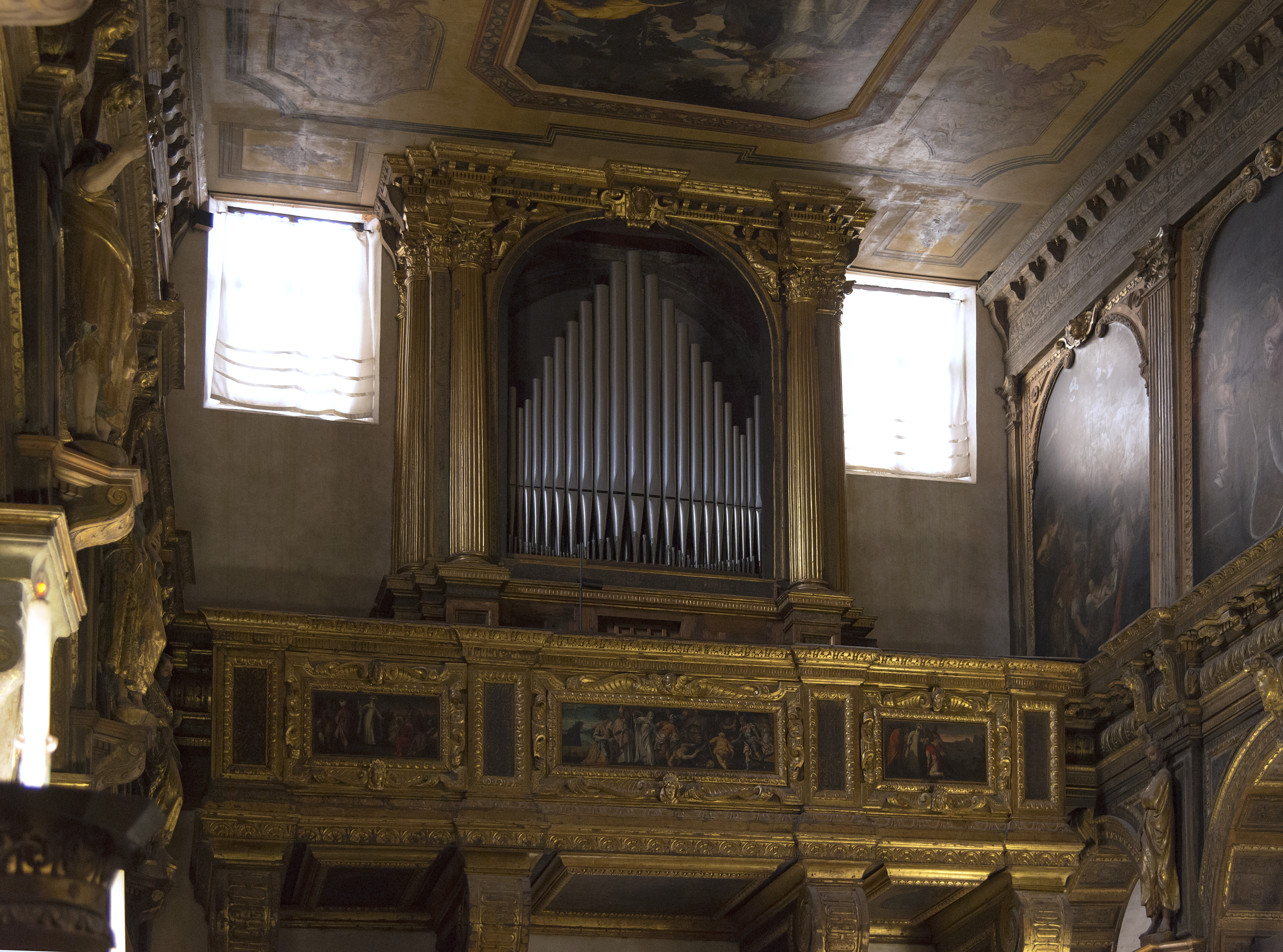
L'orgue
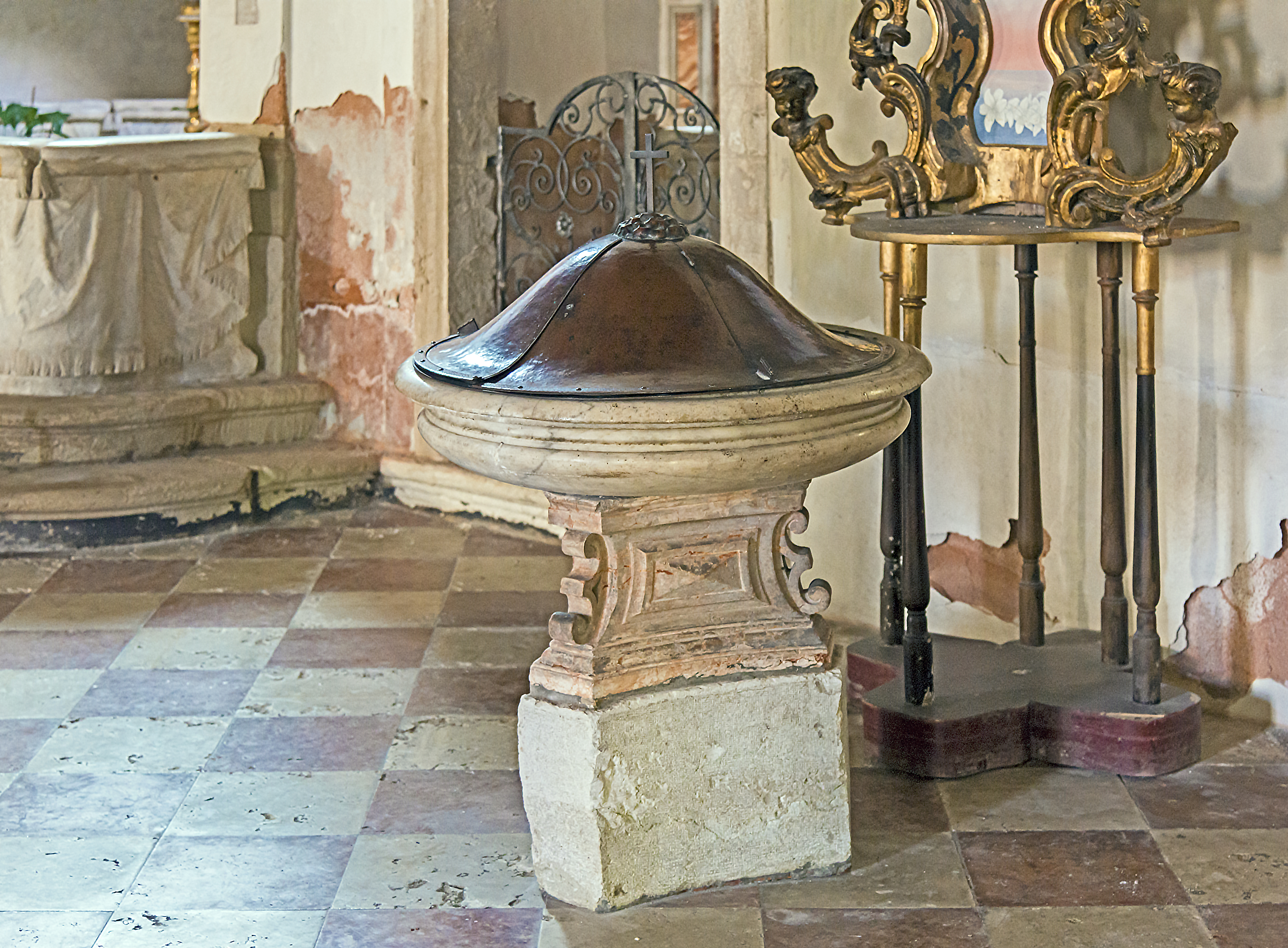
Les fonts baptismaux
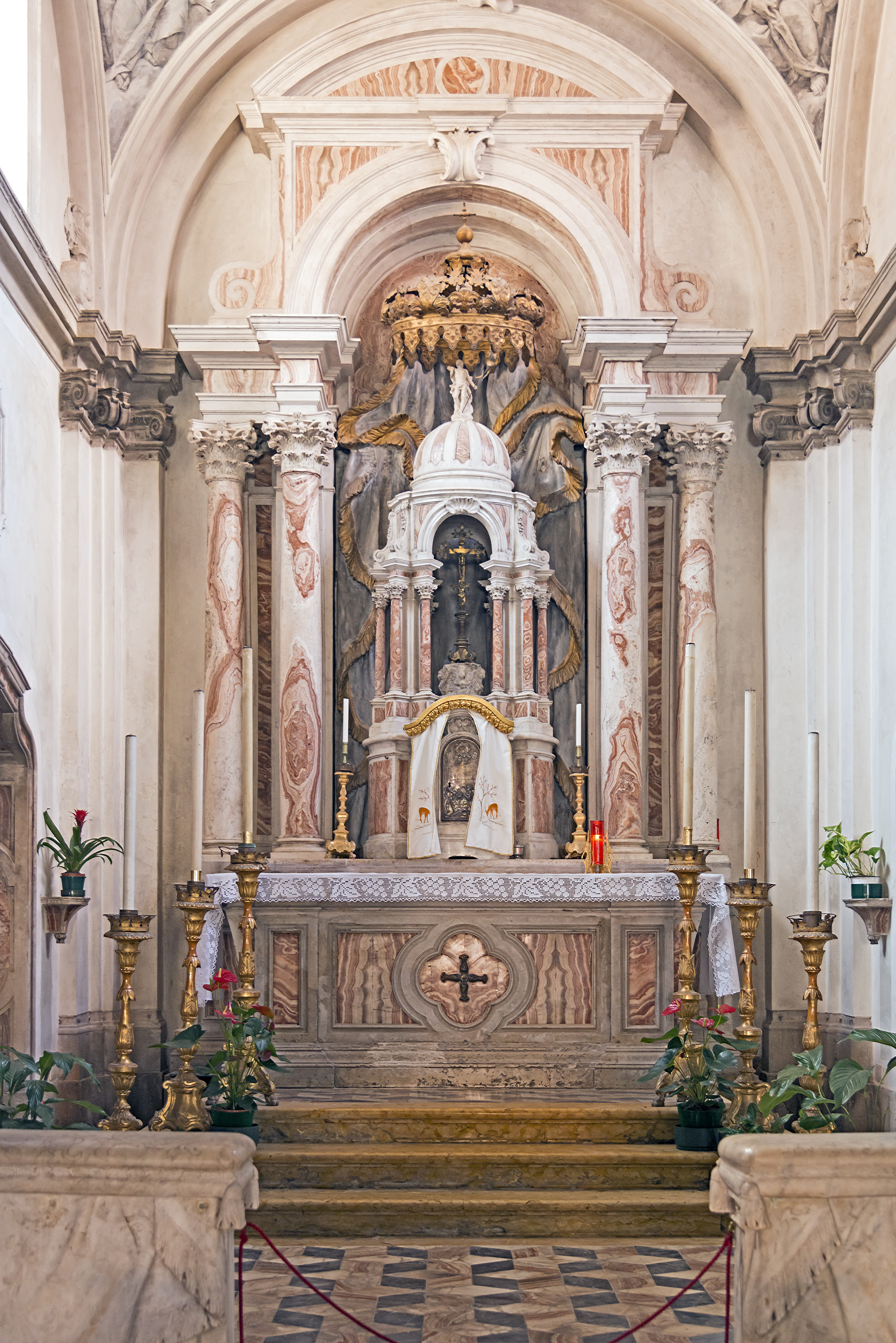
La chapelle du Saint-Sacrement

Cette église a été largement utilisée, tant à l'intérieur qu'à l'extérieur, pour servir de cadre à plusieurs scènes du film Ne vous retournez pas réalisé par Nicolas Roeg en 1973.